# Savage Circus
Savage Circus war eine von Thomen Stauch gegründete Power-Metal-Band.

## Geschichte
Stauch, ehemaliger Schlagzeuger von Blind Guardian, gründete Savage Circus 2004, in der Absicht, stilistisch an die älteren Blind-Guardian-Alben Tales from the Twilight World und Imaginations from the Other Side anzuknüpfen. Die Genres Power- und Speed Metal standen dabei im Fokus. Weitere Gründungsmitglieder waren Emil Norberg und Jens Carlsson von Persuader, sowie Piet Sielck von Iron Savior. Das erste öffentliche Auftreten der Band war eine Autogrammstunde auf dem Rock-Hard-Festival in Gelsenkirchen, kombiniert mit Hörproben von vier Liedern.
Im August 2007 gab die Band bekannt, zukünftig ohne Stauch weiterzuarbeiten, da sein gesundheitlich schlechter Zustand einem Fortschreiten im Wege stünde. Im September wurde Mike Terrana als neuer Schlagzeuger bekannt gegeben, der bereits in vielen Bands (u. a. Rage, Axel Rudi Pell, Masterplan) tätig war und ist. Zusätzlich wurde der bisherige Live-Bassist Yenz Leonhardt als festes Bandmitglied aufgenommen, der zusammen mit Piet Sielck auch bei Iron Savior spielt.
Im Dezember 2011 trat Sielck aus. Als Begründung gab er an, Songwriting und Produktion eines neuen Albums nicht ein drittes Mal alleine schultern zu wollen und sich stattdessen künftig auf Iron Savior zu konzentrieren. Nach dem Ausstieg von Sielck stieg Gründer und Ur-Drummer Thomen Stauch 2012 wieder bei Savage Circus ein.
Im Februar 2014 verkündete Norberg, dass er und Carlsson aus Zeitgründen Savage Circus verlassen werden um sich auf Persuader zu fokussieren. Auch wenn eine offizielle Meldung zur Auflösung nie ausgegeben wurde, gibt Schlagzeuger Thomen Stauch an, der die Rechte am Bandnamen hält, dass die Band nicht mehr existiere.

## Diskografie
- 2005: Evil Eyes / Ghost Story (Promo-Single)
- 2005: Dreamland Manor (Album)
- 2007: Live in Atlanta (DVD)
- 2009: Of Doom & Death (Album)